# Heinrich Oberwinder
Heinrich Oberwinder (* 14. März 1845 in Weilburg; † 9. Mai 1914 in Dresden) war ein sozialdemokratischer Politiker und Journalist. Er gilt als einer der Pioniere der österreichischen Arbeiterbewegung. Er vertrat die reformistische Richtung. Später schloss er sich in Deutschland der antisemitischen und nationalistischen christlich-sozialen Bewegung an.

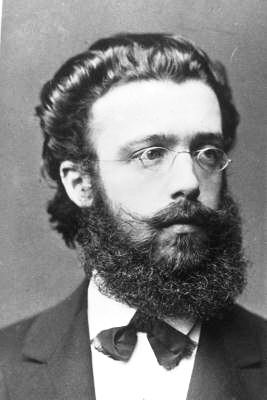
Heinrich Oberwinder

## Leben
Oberwinder war 1863 Gründungsmitglied des lassalleanischen Allgemeinen Deutschen Arbeitervereins. In den Diskussionen um den Zusammenschluss der deutschen Staaten vertrat er die großdeutsche Position. Noch in den 1860er Jahren ging er nach Österreich und gehörte dort 1867 zu den Mitbegründern des Gumpendorfer Arbeiterbildungsvereins, der als einer der Vorläufer der österreichischen Sozialdemokratischen Arbeiterpartei (SDAP) gilt. Er war Korrespondent der Zeitung Demokratisches Wochenblatt von Wilhelm Liebknecht. Ab 1869 war er außerdem Mitarbeiter der ersten sozialdemokratischen Zeitung in Österreich, der „Volksstimme.“ 1870 wurde er im Wiener Hochverratsprozess zu 6 Jahren Gefängnis verurteilt. Er wurde jedoch bereits 1871 begnadigt.
Während der Fraktionskämpfe innerhalb der Sozialdemokratischen Arbeiterpartei Österreichs stand Oberwinder auf der Seite der rechten Reformisten. Er befürwortete eine vom Staat angebotene Wahlrechtsreform, die das allgemeine und gleiche Wahlrecht verweigerte, für das es für die „Radikalen“ in der SDAP keine Alternative gab. Er erhoffte sich von einer sozialdemokratischen Zustimmung „eine breite Unterstützung des Staates gegen die Gefahren des Slawentums“, wie er als großdeutscher Nationalist es sah. Er setzte schließlich den Ausschluss der linken Opposition um Andreas Scheu durch, geriet aber in Verdacht, ein Polizei- und Regierungsagent zu sein, woraufhin er seine Tätigkeit in der österreichischen und deutschen Arbeiterbewegung einstellte, Österreich verließ und in Deutschland als Journalist tätig wurde.
Nach Durchgangsstationen bei bürgerlichen Zeitungen schloss er sich der antisemitischen und nationalistischen christlich-sozialen Bewegung an. Er wurde Inhaber der christlich-sozialen Vaterländischen Verlags-Anstalt und Chefredakteur des Parteiorgans Das Volk. Gemeinsam mit dem zweiten Redakteur Hellmut von Gerlach wurde er 1896 im Zuge einer Parteisäuberung entlassen, weil beide Kritik an den sozialen Verhältnissen im Kaiserreich geübt hatten und ihren Gegnern ihr Antisemitismus nicht prinzipiell genug war.

## Werke
- Lassalle's Leben und Wirken. Vortrag.Pichler, Wien 1868
- Erklärung. In: Demokratisches Wochenblatt. Nr. Nr. 31 Beilage vom 31. Juli 1869.[5]
- Die Arbeiterbewegung in Oesterreich. Eine authentische geschichtliche Darstellung. Hügel, wien 1875
- Die gegenwärtige politische Situation und die sociale Bewegung in Deutschland. Ein Vortrag. Selbstverlag, Hamburg 1878
- Sozialismus und Sozialpolitik : ein Beitrag zur Geschichte der sozialpolitischen Kämpfe unserer Zeit. Elvin Staude, Berlin 1887[6]
- Der Fall Buschoff.Die Untersuchung über den Xantener Knabenmord. Von einem Eingeweihten. Verlag der Vaterländischen Verlags-Anstalt, Berlin 1892
- Weltmachtpolitik und Socialpolitik. Vortrag, gehalten im Flottenverein zu Strassburg i.E. am 7. April 1900. Waltherm Berlin 1900
- Die Weltkrise und die Aufgaben des Deutschen Reichs. Baensch, Dresden 1905. (Digitalisat)
- Deutschlands Weltstellung und der Deutsche Flottenverein. Boden, Dresden 1908
- Ferdinand Lassalle und seine Bedeutung für die Gegenwart. Sonderdruck: März-Verlag, München 1912, S. 126–133
- England der Urheber der Weltkrise.  Giesecke, Dresden-A. (1914)